# Baldersheim
Baldersheim is een gemeente in het Franse departement Haut-Rhin in de regio Grand Est en telde op 1 januari 2022 2.577 inwoners..
De gemeente maakt deel uit van het arrondissement Mulhouse en sinds 22 maart 2015, toen het kanton Illzach waar Baldersheim deel van uitmaakte werd opgeheven, van het kanton Rixheim.

## Geografie
De oppervlakte van Baldersheim bedroeg op 1 januari 2022 12,76 vierkante kilometer; de bevolkingsdichtheid was toen 202 inwoners per km².

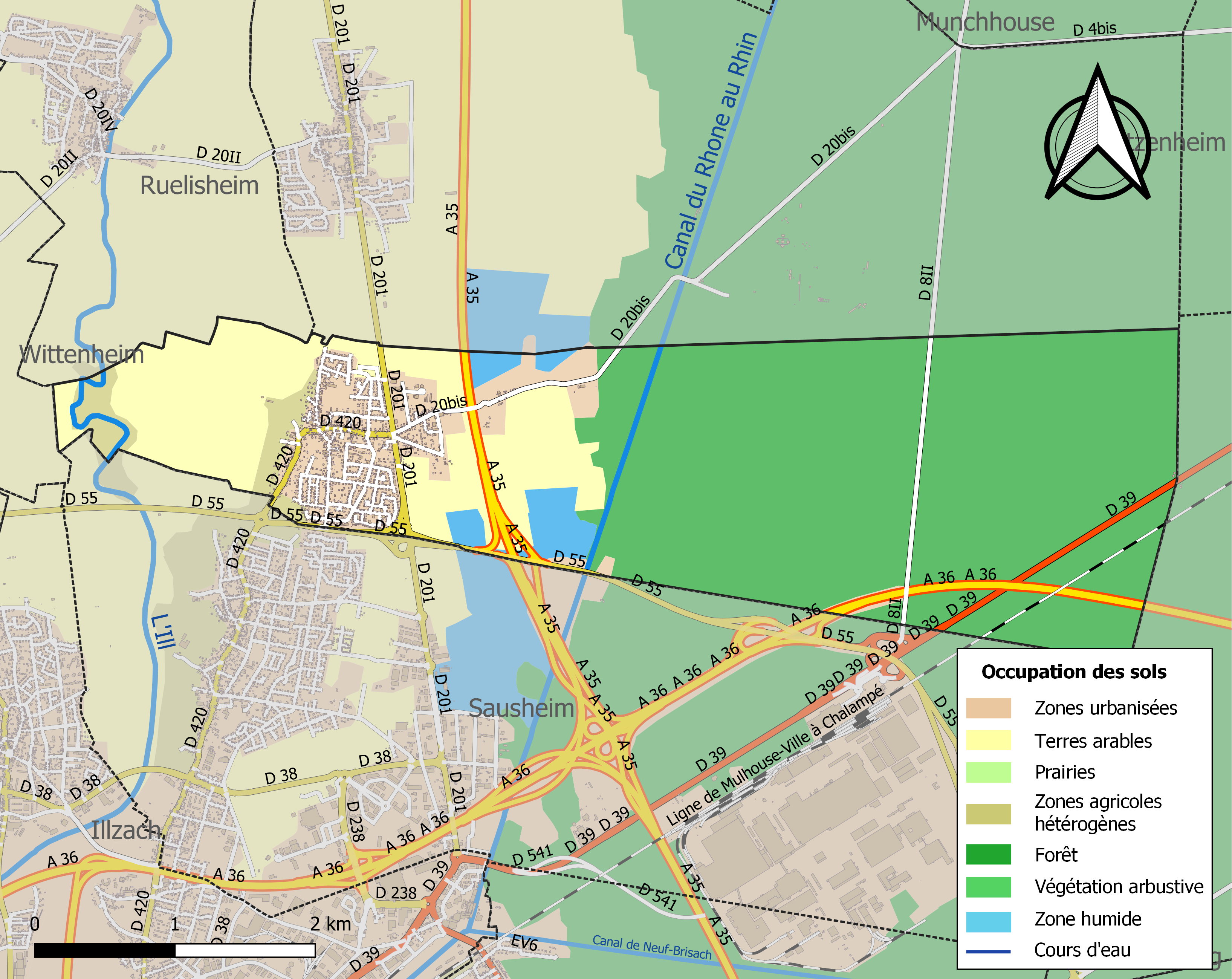
Kaart van de gemeente met de belangrijkste infrastructuur, bodemgebruik en omliggende gemeenten

## Demografie
Onderstaande figuur toont het verloop van het inwonertal (bron: INSEE-tellingen).

## Fotogalerij

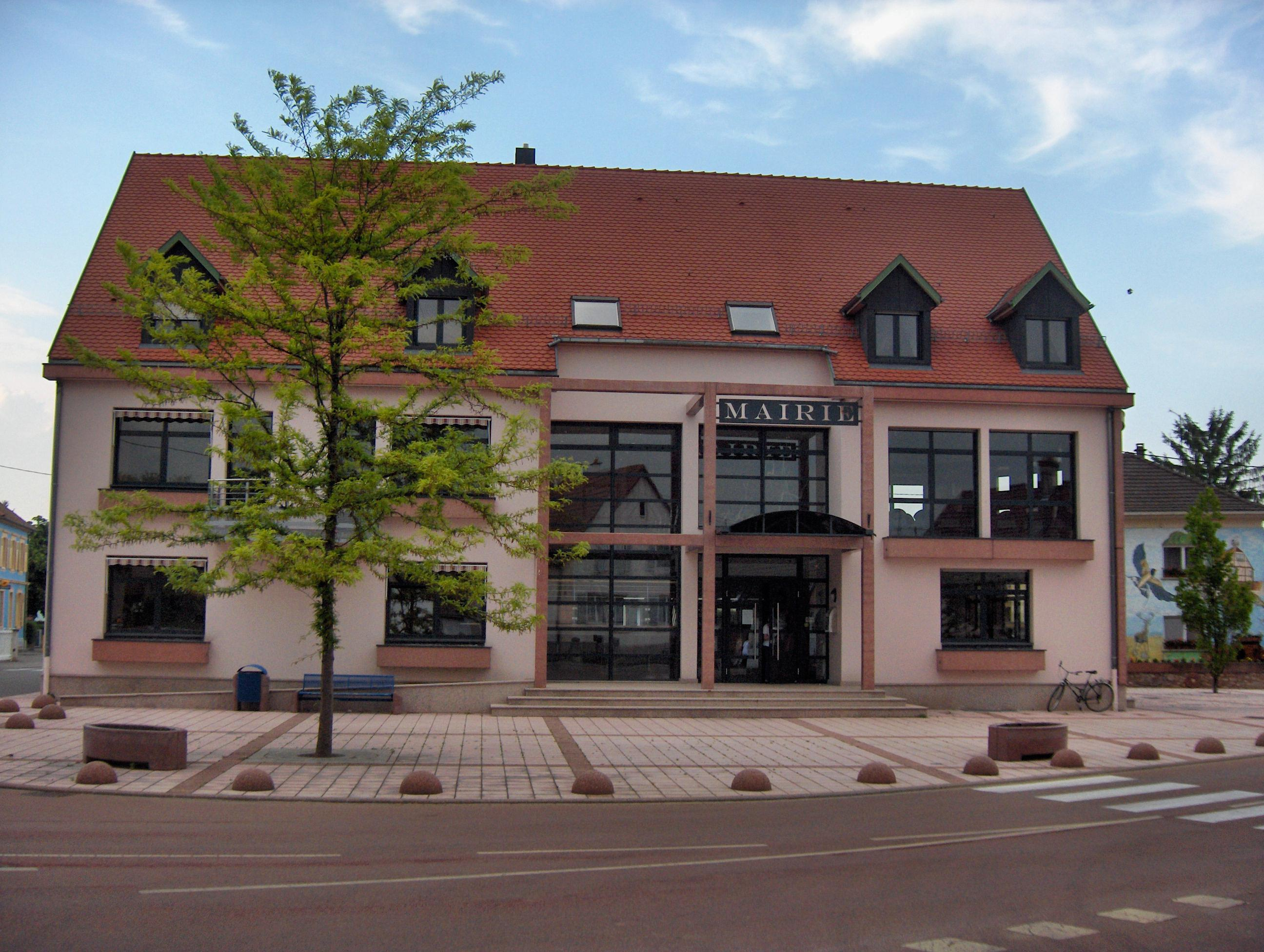
Gemeentehuis
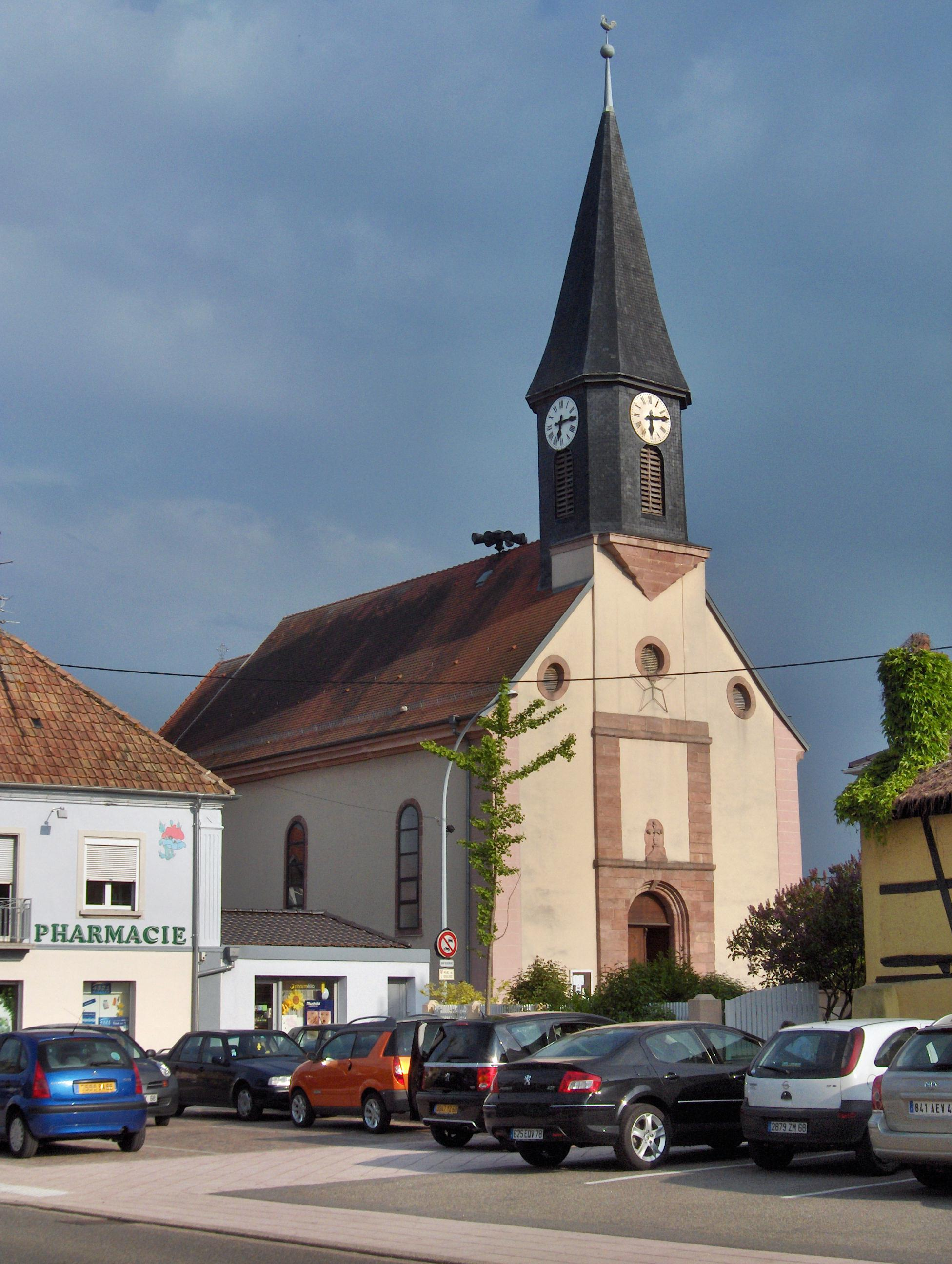
St. Petrus-en-Pauluskerk
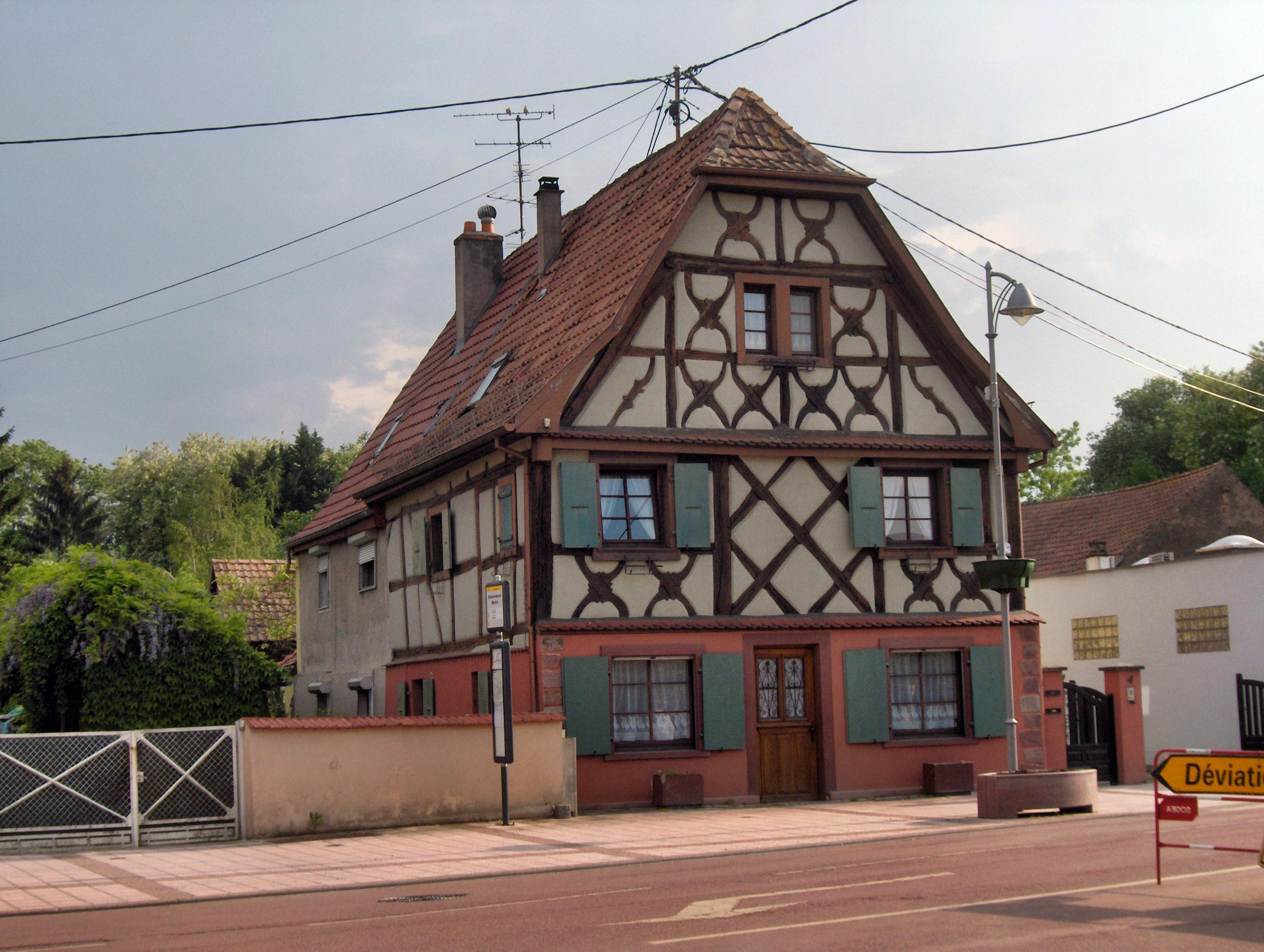
Huis in Elzasserstijl
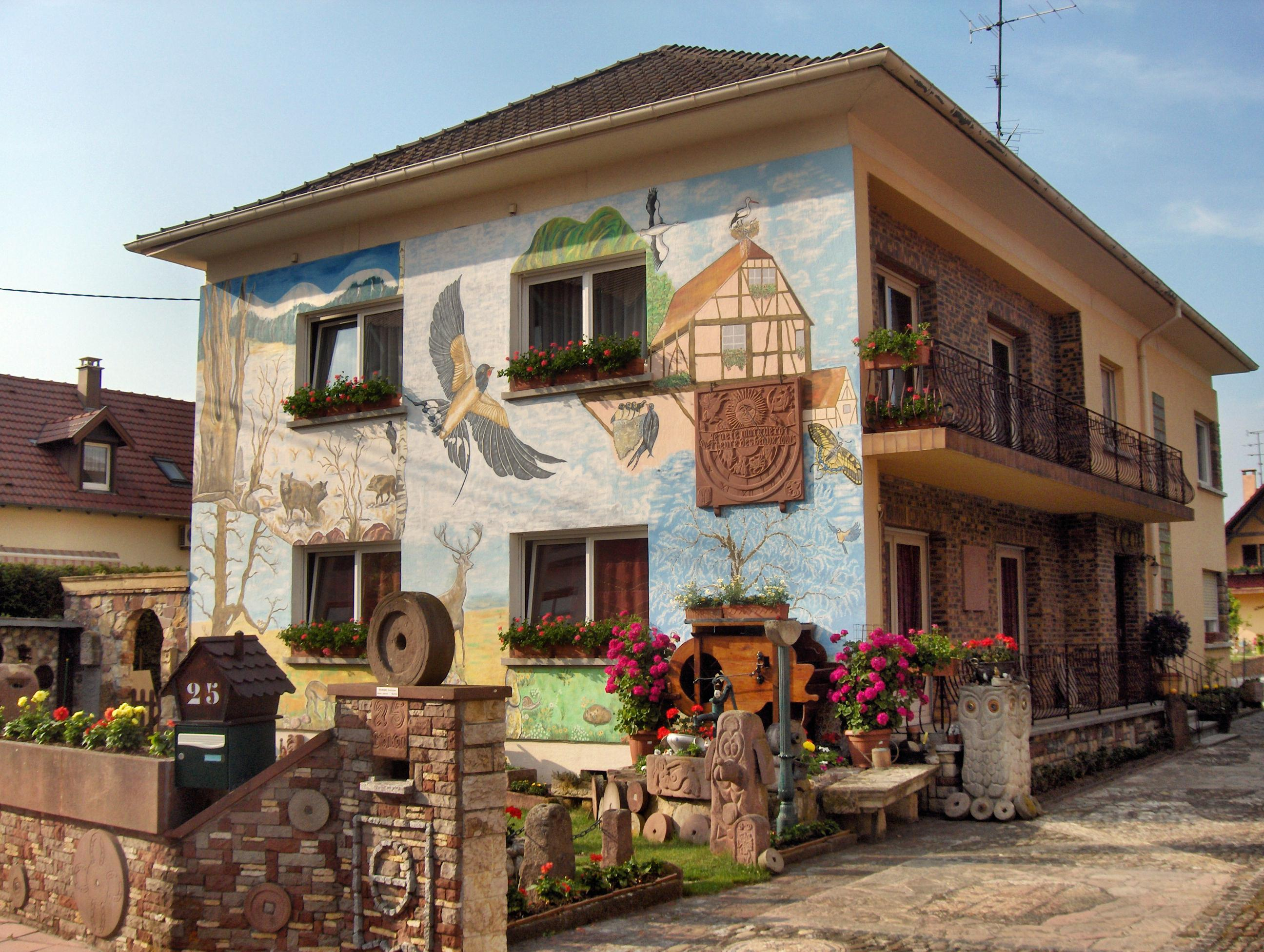
Versierd huis